# Sakina Ismayilova
Sakina Gulu gizi Ismayilova (en azerí: Səkinə Qulu qızı İsmayılova; 24 de febrero de 1956) es una cantante de mugam de Azerbaiyán, galardonada con el título de Artista del Pueblo de la República de Azerbaiyán.

## Biografía
Sakina Ismayilova nació el 24 de febrero de 1956.
En 1974 se graduó del Colegio de Música de Bakú en nombre de Asef Zeynalli. También estudió en la Universidad Estatal de Cultura y Arte de Azerbaiyán y se graduó en el año 1992.
Sakina Ismayilova es la primera cantante femenina que interpreta mugham con daf. La cantante también ha creado trío de mugham formada por mujeres por primera vez. Sakina Ismayilova ha celebrado muchos conciertos en Turquía, Irán, Irak, Arabia Saudita, Vietnam, Japón, India, Austria, Alemania, Países Bajos, Suecia, Francia, Noruega, Dinamarca, Hungría, Luxemburgo, Estados Unidos y otros países.
El 24 de febrero de 2016, recibió la Orden Shohrat por sus servicios en el desarrollo y promoción del arte mugham de Azerbaiyán.
Actualmente Sakina Ismayilova enseña en la Universidad Estatal de Cultura y Arte de Azerbaiyán y el Conservatorio Nacional de Azerbaiyán.

## Premios y títulos
- Artista de Honor de la RSS de Azerbaiyán (1989)
- Artista del Pueblo de la República de Azerbaiyán (1992)[4]
- Orden Shohrat (2016)